# لوسي جراي
لوسي جراي هي قصيدة كتبها ويليام وردزورث عام 1799 ونشرت في أناشيده الغنائية . تصف القصيدة موت شابة تدعى لوسي جراي خرجت في إحدى الليالي العاصفة.

## الخلفية
استوحت القصيدة وردزورث وهو محاط بالثلج وذاكرة أخته لحادث حقيقي وقع في هاليفاكس. أوضح وردزورث الأصول التي كتبها عندما كتب «مكتوب في جوسلار في ألمانيا عام 1799حيث أسست في ظروف أخبرتني إياها اختي عن فتاة صغيرة لم تكن بعيدة عن هاليفاكس في يوركشاير، كانت مرتبكة في عاصفة ثلجية، تم تتبع خطواتها من قبل والديها إلى منتصف سد القناة. ولم يستطيعوا تتبع أي اثار أخرى لها إلى الوراء أو إلى الامام. ومع ذلك تم العثور على الجثة في القناة». نشرت لوسي غراي لأول مرة في المجلد الثاني من طبعة 1800من الأناشيد الغنائية.

## الخلاف حول القصيدة
عموما لا يمكن ضم لوسي جراي في قصائد وردزورث "لوسي"، على الرغم من أنها قصيدة تذكر شخصية تدعى «لوسي». استبعدت القصيدة من السلسلة لأن قصائد «لوسي» التقليدية غير متأكدة من عمر لوسي وعلاقتها الفعلية مع الراوي، وتقدم لوسي جراي تفاصيل دقيقة عن كليهما. وعلاوة على ذلك، تختلف القصيدة عن قصائد «لوسي» من حيث أنها تعتمد السرد القصصي، وهي تقليد مباشر لشكل الأنشودة التقليدية للقرن الثامن عشر.

## نص القصيدة الاصلي
LUCY GRAY

Oft I had heard of Lucy Gray,

And, when I crossed the Wild,

I chanced to see at break of day

The solitary Child.

No mate, no comrade Lucy knew;

She dwelt on a wide Moor,

-The sweetest Thing that ever grew

Beside a human door!

You yet may spy the Fawn at play,

The Hare upon the Green;

But the sweet face of Lucy Gray

Will never more be seen.

 

"To-night will be a stormy night,

You to the Town must go,

And take the lantern, Child, to light

Your Mother through the snow".

"That, Father! Will I gladly do;

'Tis scarcely afternoon-

The Minster-clock had just struck two,

And yonder is the moon".

At this the Father raised his hook

And snapp'd a faggot-band;

He plied his work – and Lucy took

The lantern in her hand.

Not blither is the mountain roe;

With many a wanton stroke

Her feet disperse the powdery snow,

That rises up like smoke.

The storm came on before its time,

She wander'd up and down,

And many a hill did Lucy climb

But never reach'd the Town.

The wrecked Parents all that night

Went shouting far and wide;

But there was neither sound nor sight

To serve them for a guide.

At day-break on a hill they stood

That overlooked the Moor;

And thence they saw the Bridge of Wood

A furlong from their door.

They wept, and turning homeward cried

"In Heaven we all shall meet!"

When in the snow the Mother spied

The print of Lucy's feet.

Then downward from the steep hill's edge

They tracked the footmarks small;

And through the broken hawthorn-hedge,

And by the long stone-wall;

And then an open field they crossed,

The marks were still the same;

They tracked them on, nor ever lost,

And to the Bridge they came.

They followed from the snowy bank

The footmarks, one by one,

Into the middle of the plank,

And further there were none.

Yet some maintain that to this day

She is a living Child,

That you may see sweet Lucy Gray

Upon the lonesome Wild.

Over rough and smooth she trips along,

And never looks behind;

And sings a solitary song

That whistles in the wind.

 

## نص القصيدة باللغة العربية
كثيراً ما كنتُ أسمعُ عن لوسي جراي:
وعندما كنتُ أعبر البرية،
كنت عند طلوع النهار أرى
الطفلة الوحيدة.
لا رفيق، لا صاحب تعرفه لوسي:
في أرض عشبية كانت تقيم،
أجمل شيء كان ينمو
بجانب باب آدمي!
يمكنك مع ذلك أن تلمح الظبي يمرح،
الأرنب فوق الخُضرة:
غير أن وجه لوسي جراي
لن يراه أحدُ بعد الآن أبداً!
"ستكون عاصفةً هذه الليلة
عليك أن تذهبي إلى المدينة؛
وتأخذين معك قنديلا، يا طفلتي، لتضيئي
لأمك في هذا الثلج"
“سأفعل ذلك يا أبي! سأفعل بكل سرور:
إنه بالكاد وقت العصر
وقد دقت ساعة الكنيسة الثانية عصرًا
و.. هنالك القمر!"
عندها رفع الأب خُطافه،
والتقط حزمة الحطب؛
انهمك في عمله؛ وتناولت لوسي القنديل بيدها.
لم تكن تعبث ظبيةُ الجبل:
بعدة ضربات مستهترة
فرّقت قدماها الثلج الناعم،
الذي أخذ يتصاعد كالدخان.
جاءت العاصفة قبل أوانها:
تجولت لوسي صعودا ونزولا؛
وتسلقت تلالاً كثيرة:
لكنها لم تصل المدينة.
طوال تلك الليلة كان الوالدان البائسان
في كل الأرجاء يصرخان؛
لكن لم يسمعا صوتا ولم يريا شيئا
يكون لهما مرشدًا.
عند طلوع النهار على تل وقفا
يُشرف على الأرض السبخة؛
من هناك رأيا الجسر الخشبي،
على مسافة فرسخ من بابهما
انطلقا يبكيان
واتجها نحو البيت وهما يصرخان،
«في السماء جميعا سنلتقي»؛
عندما لمحت الأم في الثلج
أثر أقدام لوسي.
ثم نزولا من حافة التل المنحدرة
أخذا في اقتفاء أثر الأقدام الصغيرة:
خلال سياج الزعرور البري المحطم،
وبمحاذاة السور الحجري الطويل:
ثم عبرا حقلا مكشوفا:
نفس الأثر كان لا يزال هناك؛
واصلا اقتفاءه، أبداً لم يفقداه؛
وإلى الجسر وصلا.
من الجانب الثلجي تابعا
أثر تلك الأقدام، واحداً واحداً،
في وسط اللوح الخشبي؛
وبعد ذلك أي أثر لم يريا.
غير أن البعض يقول أنه حتى هذا اليوم
لا زالت لوسي حية:
أنه يمكنك أن ترى «لوسي جراي» الجميلة
في البراري النائية.
فوق الأرض الوعرة والسهلة تخطو بخفة،
ولا تنظر إلى الوراء أبداً؛
وتُغني أغنية البراري
التي تنطلق مع الريح صفيراً!

## المواضيع
تشير بينيت ويفر إلى ان «الموضوع السائد في قصائد 1799 هو الموت: الموت لاطفال مدرسة القرية، لابنة ماثيو، ولوسي جراي», وتعتقد ماري مورمان ان لوسي جراي هي «الأكثر مطاردة بعد كل ما قدمه من قصص الطفولة».ان لوسي جراي مثل قصائد لوسي وروث ل «روث اوف رودزورث» وفقا ل ايتش. دبليو.جاررود، هي جزء من«ترتيب الكائنات التي انقضت من الطبيعة – طبيعة الغابة والتلال – إلى روابط بشرية ليست قوية بما فيه الكفاية للاحتفاظ بهم، يهددون دائما بالعودة إلى نوع من الاشياء أو نوع من الارواح».
يحاول وردزورث وصف موت لوسي وهي فتاة مرتبطة بالطبيعة. وفقا لروبرت لانجوم، هي جزء من الطبيعة، لان وردزورث «يجعل الشكل الإنساني يبدو وكانه يتطور من جديد ويعود إلى الطبيعة».و يوضح هنري كراب روبنسون ان وجهة نظر وردزورث كانت «اظهار عزلة شعرية كاملة، ويمثل الطفل وهو يلاحظ قمر-النهار، الذي لم تلاحظه أي فتاة في البلدة أو القرية».و مع ذلك، فان علاقتها بالطبيعة تجعل من الممكن ان تظل روح لوسي قادرة على البقاء.و كما كتبت جون بير، ان الشعور في لوسي جراي يتعارض مع الشعور في انها «تعيش بين الطرق الجامحة» التي«لا يمكن لاي قدر من ان يقلل من اهميتها كتجسيد لقوات الحياة حيث يمكن ان تقلل بحقيقة واحدة مملة عن وفاتها وهي الخسارة اللازمة لجميع من يحبونها».
كتب وردزورث في إشارة إلى لوسي جراي «الطريقة التي عومل بها واضفاء الطابع الروحاني على الشخصية قد تقدم تلميحات لمناقضة التأثيرات الخيالية التي سعت إلى القائها على الحياة المشتركة مع كراب، الخاص بمعالجة موضوعات من نفس النوع».من خلال ذلك، يشير ريموند هافينز إلى ان وردزورث يحاول الابتعاد عن الواقعية إلى دولة يهيمن عليها الخيال.
بالنسبة إلى وردزورث، كان الخيال مرتبطا بكل من الاخلاق والجماليات، وسعى إلى تمجيد الخيال في لوسي جراي. يعتقد بول دي مان ان هناك " فقدان الاسم في قصائد لوسي جراي يجعل موتها في كيان مجهول". ومع ذلك، يعتقد بعض النقاد، مثل مارك جونز، أنه في مجادلة من أجل "قيمة رمزية أو أدبية أكثر عمومية بالنسبة إلى لوسي جراي" أو التشديد على هوية لوسي غراي كفرد، تنتقد "الناقدة" وضعها كإنسان نقي وبسيط، أو، ما هو نفسه، يؤكد أهمية هذا الوضع ".

## الاستقبال
قام وليام بليك بتمييز قصائد لوسي جراي و "سترينج فيتس" و "لويزا" مع "اكس"، مما دفع جونز لكتابة "يجب أن تذهب جائزة التفسير البسيط إلى "ويليام بليك" كان ماثيو أرنولد يعتقد أن لوسي جراي كانت "نجاحًا رائعًا" عندما تباين كيف كان بإمكانه التأكيد على جانب غير طبيعي من الطبيعة، وكان يعتقد أن قصيدة "أم البحارة" كانت "فشلًا" لافتقاره للغير المادي.ومع ذلك، اعتقدت سوينبرن أن "أم البحارة" كانت "أعمق في مساراتها، وأكثر ثباتا في تأثيرها، وأكثر سعادة إذ كانت أيضا أكثر مغامرة في بساطتها".
تعتقد ايه سي برادلي أن «هناك الكثير من الأسباب لخوف نصف قرائه من» طفله الانفرادي «كونه تعميم أطلق على مجرد» فتاة صغيرة «، وأنهم لا يتلقون أبدًا الانطباع الرئيسي الذي يتمنى أن يكون هذا خاطئ جدًا حيث يتم كتابة الموضوع الفعلي لإنتاجه، ومع ذلك يتم الإعلان عن نيته في الخطوط الافتتاحية، وكما يتضح في المقاطع النهائية الجميلة، التي تمنح حتى هذه القصة رؤية بصرية».

## روابط خارجية
Works related to Lucy Gray at Wikisource•